# PowerDesigner
Pour les articles homonymes, voir AMC.
 (janvier 2024).
 (janvier 2024).
PowerDesigner (anciennement PowerAMC) est un logiciel  de conception vendu par la société SAP, qui permet de modéliser les traitements informatiques et leurs bases de données associées. 
Il a été créé par SDP sous le nom AMC*Designor, racheté par Powersoft qui lui-même a été racheté par Sybase en 1995. Depuis 2010 Sybase appartient à l'éditeur allemand SAP.
Avant mars 2016, la version française était commercialisée par SAP sous la marque PowerAMC,, jusqu'à la fusion avec la version internationale sous le nom PowerDesigner depuis la version 16.6[source insuffisante].
PowerDesigner est disponible sous forme d'application native Microsoft Windows ou comme plugin eclipse. Par défaut, PowerDesigner stocke ses modèles sous forme de fichiers, dont l’extension dépend du type de modèle: bpm (pour business process model), cdm (pour conceptual data model)... La structure interne du fichier peut être du XML ou du binaire compressé. PowerDesigner peut aussi stocker ses modèles dans un Référentiel.

## Modélisation
PowerDesigner permet de réaliser tous les types de modèles informatiques. PowerDesigner permet également de travailler avec la méthode Merise, ce qui concourt à pouvoir améliorer la modélisation, les processus, le coût et la production d'applications.

## Référentiel
Le référentiel est un outil de Power AMC permettant de gérer le travail en commun, en groupe dans un environnement client/serveur. 
Cet outil permet de faciliter ce qu'implique le travail en équipe :
- partage de l'information entre les concepteurs,
- préservation de l'intégrité des données à l'aide de restrictions d'ordre administratif sur le contenu du référentiel.

Il est possible de suivre toute la traçabilité et l'évolution des objets placés dans le référentiel grâce à la gestion par configurations, branches et versions. 

## Concurrents
Des alternatives libres à PowerAMC existent comme DBDesigner ou AnalyseSI, ne couvrant généralement qu'une partie des modélisations, notamment la modélisation E/R ou UML.
GraphMake s'ajoute aussi à la liste des logiciels libres concurrents.
Pour les outils Merise, les principaux, sont: Mega, WinDesign (Cecima), WinDev, Adelia, etc. Un outil RAD comme Delphi inclut dans ses éditions haut de gamme des outils de modélisation UML comme ModelMaker ou Together selon les versions. 
D'autres outils existent, orientés UML comme ArgoUML, BOUML et Open ModelSphere en OpenSource, Poseidon for UML Rational Software Architect...
Citons aussi Devaki écrit en Java/Swing et sous licence GPL.

## Différentes versions
- 1989 - La première version de AMC*Designor (version 2.0) en France
- 1992 - La première version de S-Designor 3 aux États-Unis.
- 1995 - S-Designor devient PowerDesigner, AMC*Designor devient PowerAMC
- 1997 - PowerAMC 6.0
- 1999 - PowerAMC 7.0
- 2001 - PowerAMC 8.0
- 2003 - PowerAMC 9.0
- 2004 - PowerAMC 10.0
- 2005 - PowerAMC 11.0
- 2006 - PowerAMC 12.0
- Août 2006 - PowerAMC 12.1
- Juillet 2007 - PowerAMC 12.5
- Novembre 2008 - PowerAMC 15.0 - Modèle d’Architecture d’Entreprise, matrices de cadre d’architecture, modèle logique de données, diagramme d’Analyse d’Impact, projets, etc.
- Novembre 2011 - PowerAMC 16.0 - Nouveau Shell, glossaire, nouveau support de base de données, etc.
- 2015 - SAP PowerAMC 16.5
- 2016 - SAP PowerDesigner 16.6 - Les fonctionnalités de PowerAMC et de PowerDesigner sont fusionnées dans PowerDesigner 16.6. Les modèles Merise spécifiques à PowerAMC sont disponibles avec la version PowerDesigner 16.6 Enterprise Architect.

## Standards
PowerDesigner supporte les standards suivants:
- BPEL4WS
- Business Process Modeling Notation (BPMN)
- Document Type Definition (DTD)
- ebXML
- IDEF
- Merise
- SGBDR / RDBMS
- Rich Text Format (RTF)
- UML 2.0 diagrams
- XML